# Quíbor
Quíbor é uma cidade da Venezuela localizada no estado de Lara. Quíbor é a capital do município de Jiménez.